# Barrio Presa del Tecolote
Barrio Presa del Tecolote är en ort i Mexiko.   Den ligger i kommunen Amealco de Bonfil och delstaten Querétaro Arteaga, i den sydöstra delen av landet, 130 km nordväst om huvudstaden Mexico City. Barrio Presa del Tecolote ligger 2 407 meter över havet och antalet invånare är 283.
Terrängen runt Barrio Presa del Tecolote är platt österut, men västerut är den kuperad. Runt Barrio Presa del Tecolote är det ganska tätbefolkat, med 111 invånare per kvadratkilometer. Närmaste större samhälle är Amealco, 11,3 km norr om Barrio Presa del Tecolote. I omgivningarna runt Barrio Presa del Tecolote växer huvudsakligen savannskog.